# 宋思禮
宋思礼（?—?），字过庭，唐朝人。
宋思礼事奉继母徐氏孝顺而闻名。补任萧县主簿。适逢大旱，井池干涸，继母身患羸疾，不是泉水不能入口，宋思礼忧惧而祈祷，忽然在庭院里有泉水涌出，味道甘寒，天天都用不尽。县里人感到惊异，县尉柳晃为刻石称颂宋思礼孝感动天。

## 延伸阅读
[在维基数据编辑]
 《新唐書·卷195》，出自《新唐書》